# Muhammad XIII av Granada
Muhammad XIII av Granada, död 1494, var regerande emir av emiratet Granada 1485-1486.